# الدوري الأوروبي لكرة السلة 2000-01
الدوري الأوروبي لكرة السلة 2000-01 هو الموسم 1 من  الدوري الأوروبي لكرة السلة. أشرف على تنظيمه اتحاد الدوريات الأوروبية لكرة السلة ‏، وكان عدد الأندية المشاركة فيه  24، وفاز فيه فيرتوس بالاكانسترو بولونيا.